# Добелиньская-Элишевская, Тереза
Тереза Катажина Добелиньская-Элишевская (пол. Teresa Katarzyna Dobielińska-Eliszewska; 22 апреля 1941 года, Радомско, Генерал-губернаторство — 8 января 2016 года, Ольштын, Польша) — польская политик, врач-онколог, депутат Сейма Польской Народной Республики IX и X созывов, вице-маршал Сейма X созыва.

## Биография
В 1965 году окончила обучение в Медицинской академии в Познани. В том же году начала работать в службе охраны здоровья в Ольштыне. В 1974 году стала руководителем Воеводской онкологической лечебницы и ординатором отдела онкологии Центра здравоохранения в Ольштыне. Исполняла функции руководителя направления Польского онкологического братства.
В 1969 году стала членом Демократической партии, по списку которой в 1978—1984 была членом Городского национального совета Ольштына. В 1989—1991 член ЦК и член Президиума ЦК этой партии. В 1985—1991 годах депутат Сейма ПНР IX и X каденций. В переходном сейме занимала пост вице-маршала. В апреле 1991 года неудачно выдвигалась на должность главы партии. Также неудачно баллотировалась в Сейм на выборах 1991 года в эльблонгско-ольштынском округе.
После ухода из активной политики вернулась в медицину. Работала врачом-онкологом. Также была членом региональных органов партии на Вармии и Мазурах. В 1999 стала членом Регионального совета партии.
Скончалась 8 января 2016 года. Похоронена 12 января в семейном склепе в селе Дывиты. Отпевание прошло в костёле Христа-Искупителя человека в Ольштыне.
Награждена кавалерским крестом ордена Polonia Restituta, золотым и серебряным крестом Заслуг, знаком «Заслуженный Вармии и Мазур» и медалью «40-летие Народной Польши».